# Амінтор
Амінто́р (грец. Ἀμύντωρ) — персонаж давньогрецької міфології, цар беотійського міста Орменона. Його батьком був Ормен.
Одружився він з Клеобулою, яка народила сина Фенікса (майбутнього героя в Іліаді Гомера) і дочку Астидамію. Клеобула, незадоволена тим, що її чоловік тримав наложницю Фтію (або Клітію), умовила Фенікса спокусити Фтію, і він провів ніч з наложницею батька. Дізнавшись про це, Амінтор осліпив Фенікса і прокляв його бездітністю. Фенікс хотів убити батька, але зрештою просто покинув Беотію. За іншою версією, Фтія несвідомо звинуватила Фенікса в тому, що він її збезчестив. Амінтор повірив їй і осліпив сина, проте того вилікував від сліпоти кентавр Хірон. 
Одружитися з Астидамією просив Геракл, однак Амінтор йому відмовив:

| Ти вже одружений, і обдурив вже занадто багато царських дочок, щоб я міг тобі довірити ще одну. |
Ображений Геракл напав на місто і, убивши Амінтора, забрав із собою Астидамію, яка згодом народила від нього Тлеполема (за іншою версією, мати Тлеполема була Астіоха, дочка царя феспротів Філанта). 
Амінтору належав знаменитий шолом, з якого в усі боки стирчали кабанячі ікла. Цей шолом потім дістався Одіссею.